# Woede

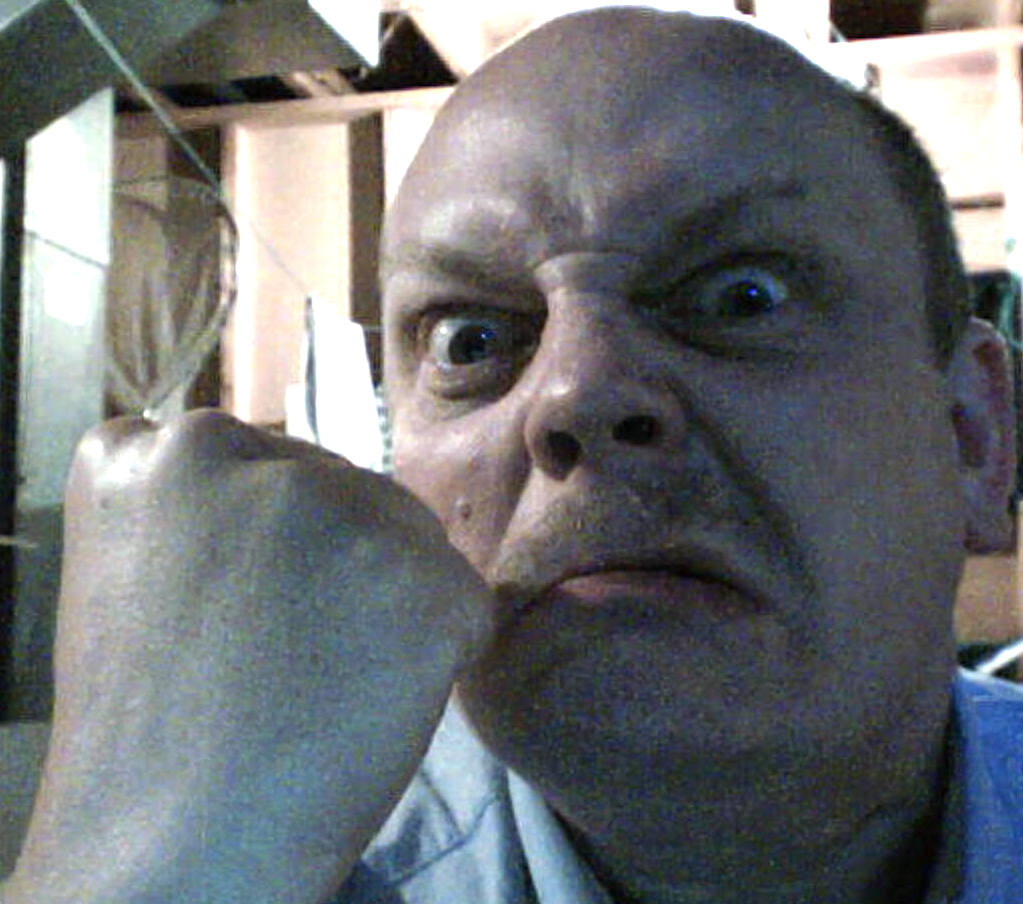
Man die woede imiteert

Woede is een emotie die kan optreden bij iemand die gedwarsboomd of tegengewerkt wordt, als diens "territorium" betreden wordt, of als zijn of haar grenzen overschreden worden. Woede kan zich uiten in woorden (schelden, schreeuwen) of in daden in de vorm van fysiek geweld (slaan, schoppen, handtastelijkheden of zelfs het gebruik van wapens).
Milde vormen van woede worden aangeduid met woorden als ergernis, geprikkeldheid of irritatie. Gematigde vormen met de termen boosheid, kwaadheid en toorn. En sterkere vormen met driftbuien, woedeaanvallen, eruptio of razernij. 
Welke vorm van woede er optreedt hangt niet alleen af van de sterkte van de prikkel en van het karakter van de persoon, maar ook van diens algehele toestand. Toestanden die de prikkelbaarheid van een persoon kunnen verhogen zijn: vermoeidheid, honger, pijn, ziekte, seksuele frustratie en het gebruik - of de onthouding - van drugs. Ook hormonale veranderingen zoals bij PMS, menopauze, verhoogd testosteronniveau of een manische episode kunnen de prikkelbaarheid verhogen.
Iemand die boos is kan deze woede op een wilde en ongerichte manier uiten, zoals met schreeuwen of slaan, maar kan ook gericht een conflict aangaan en proberen de bedreiging of de obstakels uit de weg te ruimen. De boosheid kan echter ook worden ingehouden en opgepot. Ook kan de boosheid op niet-conflictueuze wijze worden geuit. Als iemand zijn woede over langere tijd op subtiele wijze laat blijken en hierbij directe conflicten uit de weg gaat, spreekt men wel van passief-agressief gedrag.
Als woede gepaard gaat met agressie (fysiek of verbaal) kan deze gericht zijn tegen andere personen, organisaties of soms voorwerpen (bijvoorbeeld computeragressie). Mensen trachten woede vaak af te reageren op deze manier. Ook kan de woede gericht zijn op de eigen persoon, bijvoorbeeld als hij of zij meent iets onverstandigs of slechts gedaan te hebben.
In de klassieke filosofie werd reeds geschreven over woede door de Griekse wijsgeer Aristoteles en door de Romeinse stoïcijn Seneca, die daaraan zijn verhandeling 'De ira' ('Over de woede') wijdde. Aristoteles definieerde woede in Retorica als "een met pijn gepaard gaande drang tot manifeste vergelding van een manifeste geringschatting van iemand zelf of van wie of wat hem aanbelangt, door mensen wie het niet past zoiets te doen".